# شيف فان رون
جوزيفوس يوهانز أنتونيوس فرانسيسكوس فان رون (بالهولندية: Sjef van Run)‏ (12 يناير 1904 - 17 ديسمبر 1973) لاعب كرة قدم هولندي راحل كان يجيد اللعب في خط الدفاع.
لعب طوال مسيرته الرياضية في نادي آيندهوفن.
مثل منتخب هولندا في 25 مباراة (1931-1935). شارك مع منتخب هولندا في بطولة كأس العالم 1934 في إيطاليا حيث خرج من الدور الثمن النهائي.

## وصلات خارجية
- شيف فان رون على موقع الاتحاد الدولي (مؤرشف)  (الإنجليزية)
- شيف فان رون على موقع قاعدة بيانات كرة القدم.إي يو (الإنجليزية)
- شيف فان رون على موقع ناشيونال فوتبول تيمز (الإنجليزية)
- شيف فان رون على موقع Soccerway.com (الإنجليزية)
- شيف فان رون على موقع عالم كرة القدم.نت (الإنجليزية)
- شيف فان رون على موقع أوليمبيديا (الإنجليزية)

- هذا سيرة ذاتية